# Marcellus (préfet de Judée)
Marcellus était préfet romain de la province de Judée. Selon Jean-Pierre Lémonon, Ponce Pilate partit pour Rome au moment où Marcellus arrivait en Judée (37).
C'était un ami de Lucius Vitellius (ib. 4, § 2), qui l'a nommé après le renvoi de Ponce Pilate à Rome (en 36 ou 37) « pour qu'il s'explique auprès de l'empereur ». On peut supposer toutefois, que Marcellus n'était pas vraiment un gouverneur de la Judée, mais seulement un fonctionnaire subalterne de Vitellius. En effet, c'est le seul cas où Flavius Josèphe, dans la désignation de la fonction de Marcellus, utilise l'expression epimeletes  (ἐπιμελητής), c'est-à-dire « préposé », « chargé de mission », ce qui est rare, et nous ne sommes pas certain que Marcellus avait vraiment les pouvoirs d'un préfet, ou était simplement un gardien préposé. Aucun acte officiel de Marcellus n'est signalé. En 37, il a été remplacé par Marullus.
Cependant, nous disposons d'un aperçu qui pourrait refléter le changement de la situation à Jérusalem, après le départ de Pilate. Il s'agit du contraste entre le procès et l'exécution de Jésus le Nazôréen et celle du premier martyr chrétien Saint-Étienne (Actes 7). Dans le premier cas le Sanhédrin (conseil juif) a adopté la peine de mort, mais n'ose pas l'exécuter sans l'aval du préfet et le supplice a été effectué par le pouvoir romain; dans le cas d’Étienne, les Romains ont été ignorés et l'exécution précipitée a été effectuée par la communauté juive avec l'ancienne méthode de la lapidation. Il semblerait qu'un surveillant temporaire peut avoir préféré stationner à Césarée et fermer les yeux sur les actes des autorités juives dans une période plutôt troublée par les derniers événements : meurtre du Baptiste, guerre avec les arabes de Pétra provoquée par ce meurtre et la répudiation de la fille du roi Arétas IV, mariage très contesté d'Hérodiade avec Hérode Antipas, quasi émeute à Jérusalem qui oblige Ponce Pilate à libérer Jésus Barabbas, crucifixion de Jésus, protestation des Juifs et des Samaritains ; ces problèmes venaient s'ajouter aux « provocations » de Pilate ayant eu lieu de 26 à 34, et ceci avait conduit Lucius Vitellius à renvoyer Ponce Pilate avec une procédure exceptionnelle.
À la fin de la fête de Pâque 37, Vitellius, présent à Jérusalem, destitue le grand prêtre Joseph Caïphe et nomme Jonathan ben Hanan pour le remplacer, ce qui semble confirmer que Marcellus n'a que des pouvoirs limités, car ce pouvoir de destitution/nomination des grands prêtres est une prérogative des gouverneurs de Judée et pas de celui de Syrie.

## Sources
- (en) Cet article est partiellement ou en totalité issu de l’article de Wikipédia en anglais intitulé « Marcellus (prefect of Judea) » (voir la liste des auteurs).
- Cet article contient des extraits de l'article  « Procurators » par Gotthard Deutsch and Samuel Krauss (en) de la Jewish Encyclopedia de 1901–1906 dont le contenu se trouve dans le domaine public.